# نلچیک
نلچیک (به لاتین: Nalchik river) یک رود در روسیه است که در کاباردینو-بالکاریا واقع شده‌است. این رود از ئایتخت کاباردینو-بالکاریا، شهر نالچیک گذر می‌کند.